# Berthold Daun
Berthold Otto Daun (* 29. Februar 1872 in Magdeburg; † nach 1934) war ein deutscher Kunsthistoriker.

## Leben und Werk
Berthold Daun studierte an der Universität Berlin und wurde dort 1896 bei Karl Frey mit einer Dissertation zu Adam Krafft und den Künstlern seiner Zeit promoviert. Seit 1897 lehrte er als Dozent an der Humboldt-Akademie, einer privaten Berliner Volkshochschule. 1904 kam er aus Berlin nach Braunschweig. Er schrieb eine Monographie über Peter Vischer und Adam Krafft, die 1905 als Heft 75 der Reihe Künstler-Monographien in Bielefeld erschien. 1904 wurde er an der Herzoglich Technischen Hochschule Carolo-Wilhelmina in Braunschweig habilitiert und Privatdozent für neuere Kunstgeschichte. Im Verzeichnis der Mitarbeiter des Allgemeinen Lexikons der Bildenden Künstler von der Antike bis zur Gegenwart von 1905 wird er mit Ort Braunschweig genannt, schrieb jedoch keinen Artikel für das Lexikon.
Daun war laut Eintrag im Braunschweigischen Adressbuch 1909 in der Roonstraße 4 und in den Jahren 1911 und 1912 in der Kastanienallee 34 in Braunschweig wohnhaft.
Er zog vermutlich 1914 wieder nach Berlin, wo er zunächst in der Deidesheimer Straße 12 in Wilmersdorf später in der Geisenheimer Straße 26 gemeldet war. 1920 wurde er vom preußischen Ministerium des Innern als Dezernent für Kunst- und Theaterangelegenheiten an das Polizeipräsidium zu Berlin geholt. Hier wurde er 1929 zum Regierungsrat ernannt und 1932 nach Schleswig-Holstein versetzt. Ab Oktober 1933 war er wieder in Berlin und als Dozent an der Humboldt-Akademie tätig. Um 1932 bis 1934 wohnte er in der Münchener Straße 36 in Berlin-Schöneberg.
Zu seinen bekannteren Werken zählt eine Künstlermonographie über Rudolf Siemering, die 1906 erschien. In weiteren Schriften befasste er sich mit Veit Stoß und dessen Schule in Deutschland, Polen, Ungarn und Siebenbürgen. Er hielt zudem Vorträge über berühmte Künstler wie Albrecht Dürer, Leonardo, Tizian, Correggio und die französische Malerei im 19. Jahrhundert von David bis Millet.

## Schriften (Auswahl)
- Adam Krafft und die Künstler seiner Zeit. Ein Beitrag zur Kunstgeschichte Nürnbergs. J. F. Starcke, Berlin 1896 (archive.org – Inaugural-Dissertation an der Philosophischen Fakultät der Friedrich-Wilhelms-Universität zu Berlin).
- Die französische Malerei im 19. Jahrhundert von David bis Millet. E. Liesegang, Düsseldorf 1900, OCLC 253339355.
- Veit Stoss und seine Schule in Deutschland, Polen, Ungarn und Siebenbürgen. Hiersemann, Leipzig 1903 (archive.org – Zweite, völlig umgestaltete und erweiterte Auflage. Leipzig 1916).
- P. Vischer und A. Krafft (= Künstler-Monographien. Band 75). Velhagen & Klasing, Bielefeld 1905 (ulb.uni-muenster.de).
- Siemering (= Künstler-Monographien. Band 80). Velhagen & Klasing, Bielefeld [u. a.] 1906 (uni-weimar.de).
- Die Kunst des 19. Jahrhunderts und der Gegenwart. Ein Grundriß der modernen Plastik und Malerei. Neufeld & Henius, Berlin 1909, OCLC 916800672.
- Die Glogauer Steinfiguren des Veit Stoss. In: Monatshefte für Kunstwissenschaft. Band 7, Nr. 3, 1914, S. 104–112, JSTOR:24493989.
- Der Gießer der Callimachus-Grabplatte. In: Die christliche Kunst. Band 21, 1924/25, S. 228–232.